# Anglo-Australian Planet Search
O Anglo-Australian Planet Search ou (AAPS) é uma pesquisa astronômica de longo prazo que começou em 1998 e continua até o presente. Ela está sendo realizada no telescópio anglo-australiano de 3,9 metros, do Observatório Astronômico Australiano (AAT) na Austrália. O objetivo desta pesquisa é catalogar planetas em torno de mais de 240 estrelas mais próximas do hemisfério sul. Para suas observações, o AAT usa o University College London Echelle Spectrograph, UCLES, e o espectrógrafo échelle da University College London localizado no coudé focus do telescópio. Esta pesquisa utiliza o método da velocidade radial para procurar planetas extrassolares.
O levantamento, eventualmente, mudou seu foco principal para a detecção de análogos de Júpiter de longo período.

## Planetas descobertos pelo AAPS
Esta pesquisa anunciou a descoberta de 28 objetos planetários até fevereiro de 2014, incluindo três sistemas planetários múltiplos.